# Bamipin
Bamipin je antihistaminik sa antiholinergičkim svojstvima koji se koristi kao antipruritik.

## Spoljašnje veze
|  | Molimo Vas, obratite pažnju na važno upozorenje u vezi sa temama iz oblasti medicine (zdravlja). |